# Incidente de OVNI em Westall
O incidente de OVNI em Westall foi o relato de um avistamento de um OVNI ocorrido em 6 de abril de 1966 em Melbourne, Victoria, Austrália. Mais de 200 alunos e professores em duas escolas estaduais alegadamente testemunharam um OVNI que desceu em uma mata aberta nas proximidades. O objeto foi a um bosque de pinheiros em uma área conhecida como Grange (agora uma reserva natural). Segundo relatos, o objeto partiu em direção ao noroeste onde ficava o subúrbio de Clayton South, em Victoria, na Austrália.

## Avistamentos
Às 11:20 da manhã de uma quarta-feira, 6 de abril de 1966, uma classe de estudantes e um professor da escola australiana Westall High School alegaram estar terminando uma atividade esportiva quando um objeto, descrito como sendo cinzento em forma de pires com ligeira tonalidade roxa e sendo cerca de duas vezes o tamanho de um carro, foi supostamente avistado. As descrições dos objetos são diversas: Andrew Greenwood, um professor de Ciências, disse ao jornal australiano, Dandenong Journal que ele havia visto um objeto em forma de disco com cor prateada verde. De acordo com testemunhas o objeto desceu em direção ao colégio e depois atravessou e sobrevoou o canto sudoeste do colégio, indo em direção ao sudeste, antes de desaparecer da vista enquanto descia por trás de uma floresta em frente a escola. Após um curto período (aproximadamente 20 minutos) segundo os estudantes, acelerou e partiu em direção ao noroeste.

## Mídia
O jornal australiano Dandenong Journal cobriu o encontro e colocou duas histórias em suas primeiras páginas. A primeira história foi publicada em 14 de abril, e a segunda em 21 de abril.
O jornal The Age também mencionou o incidente de Westall, em 7 de abril de 1966, na página 6:
"Um objeto, como um balão, foi visto durante as aulas, na escola de Westall ontem".
O jornal também disse que um número de pequenos objetos circulavam em torno dele. Uma agência de meteorologia lançou um balão às 8 e meia da manhã daquele dia. Céticos argumentam que o vento poderia tê-lo levado até a escola.
Os jornais The Sun e The Herald não mencionaram o incidente, mas publicaram cartoons de discos voadores.

## Investigações não-oficiais
O suposto avistamento foi investigado por dois grupos: o Victorian Flying saucer Research Society (VFSRS) e o  Phenomena Research Australia (PRA). Ambos os grupos descreveram como sendo um dos maiores casos de OVNIs da Austrália. A equipe da VFSRS chegou na cidade em 8 de abril e falou com os alunos. Um investigador, Brian Boyle (PRA), chegou ao local em 9 de abril com quatro investigadores do exército. Boyle fez uma série de entrevistas, que ele gravou em fita, ao longo de vários dias e tirou amostras da marca de chão. Estes investigadores foram capazes de falar com muitas das testemunhas, já que vieram durante as férias de Páscoa (8 – 11 de abril).

## Explicações propostas
Embora algumas testemunhas relataram cinco aeronaves em torno do objeto, os investigadores foram incapazes de encontrar qualquer registro de tais aeronaves. Um aeroporto local, que está a 4,76 km (sudoeste) de distância da escola, verificou que nenhuma aeronave partiu desse aeroporto e entrou em seu espaço aéreo. A RAAF também não informou nenhuma atividade militar nessa área. Os céticos australianos descreveram o objeto como tendo sido uma aeronave experimental militar. [carece de fontes?]

## Reunião
Uma reunião das testemunhas do incidente foi realizada no Westall Tennis Club Hall, em 8 de abril de 2006, para comemorar o 40 º aniversário do incidente.

## Mídia recente

### Documentários
Um documentário de 50 minutos  chamado "Westall ‘66: A Suburban UFO Mystery" foi ao ar na televisão australiana em 4 de junho de 2010. Em 4 de junho de 2010 um programa de TV chamado Today Tonight, produziu um documentário sobre o caso.
Também apareceu em Close Encounters.
Em 21 de Janeiro de 2016 um programa chamado "Studio 10" exibiu uma reportagem de 17 minutos, que incluía entrevistas ao vivo com testemunhas que eram crianças na época, e que estudavam na escola.